# Kaitlin Keough

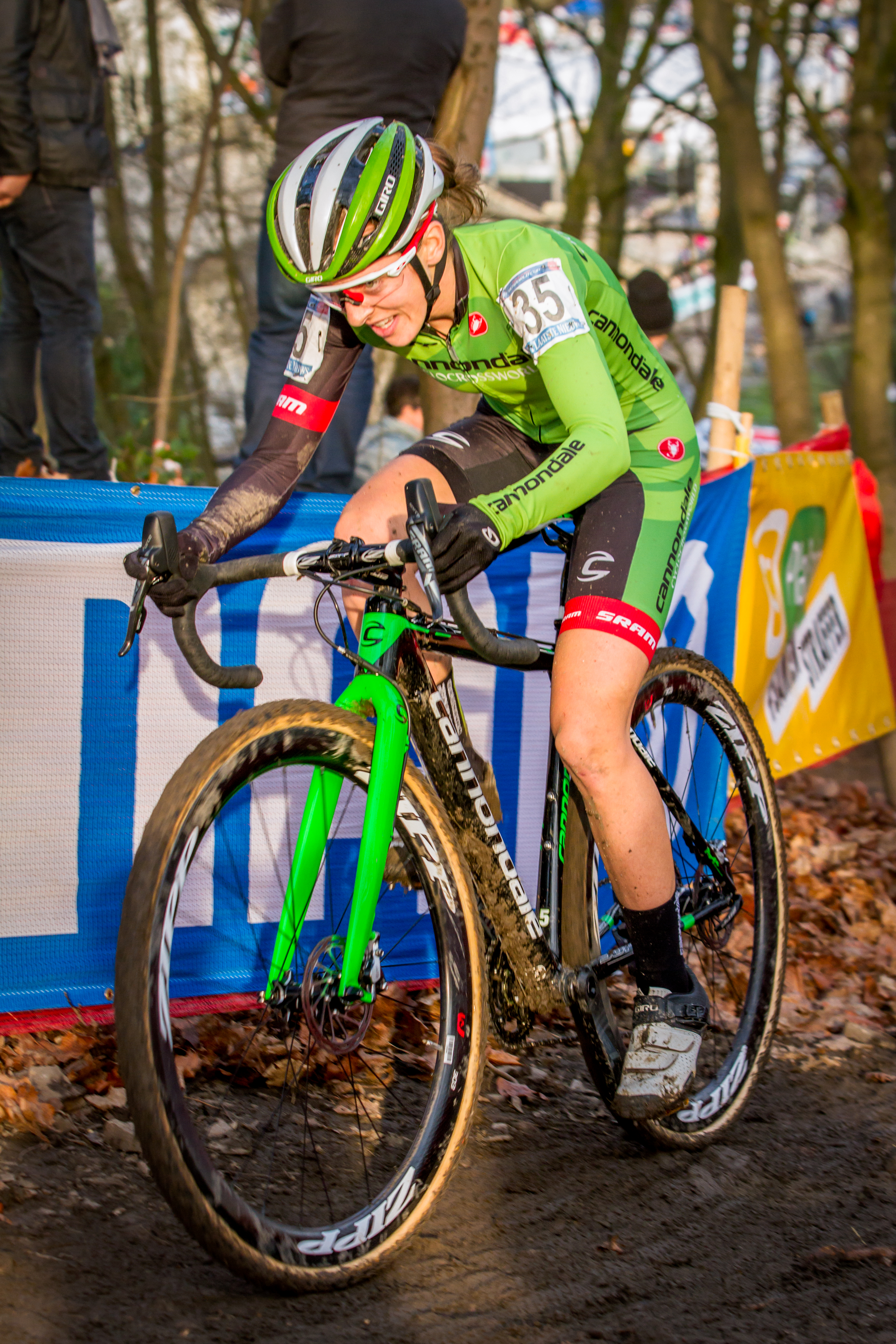
Kaitlin Keough en 2019.

Kaitlin Keough, née Kaitlin Antonneau, le 1er janvier 1992 à Racine au Wisconsin, est une cycliste américaine. Elle est spécialiste du cyclo-cross et du cyclisme sur route.

## Biographie
Kaitlin Antonneau s'illustre dans les catégories de jeune en montant à plusieurs reprises sur le podium des  championnats nationaux de cyclo-cross. En 2010, elle devient  championne des États-Unis de cyclo-cross espoirs (moins de 23 ans).
Chez les élites, elle monte cinq fois sur le podium des championnats des États-Unis, sans parvenir à battre Katherine Compton. Au cours de sa carrière, elle obtient 13 victoires dans des courses du calendrier UCI, toutes aux États-Unis. Elle figure également parmi les meilleures au niveau international dans les années 2010 et se classe parmi les dix premières aux championnats du monde de cyclo-cross à cinq reprises de 2013 à 2019. Durant cette période, elle déclare lutter contre la dépression. Elle compte aussi trois médailles aux championnats panaméricains de cyclo-cross.
En plus de sa carrière de cyclo-cross, elle participe à des courses sur route pendant la saison estivale, principalement aux États-Unis, remportant une étape de la Cascade Cycling Classic en 2016.
En 2017, elle se marie avec le cycliste professionnel Luke Keough et court ensuite sous son nom de famille. Lors de la saison 2017-2018, grâce à quatre podiums, elle prend la deuxième place du classement général de la Coupe du monde derrière Sanne Cant. À l'automne 2018, elle remporte sa première et unique victoire dans une manche de Coupe du monde de cyclo-cross lors de la course d'Iowa City. Au cours de la saison 2019-2020, elle connait une baisse de forme et ne retrouvera jamais son niveau. Elle arrête sa carrière le 14 octobre 2021, à 29 ans après la manche de Coupe du monde de Fayetteville.

## Palmarès en cyclo-cross
- 2005-2006
  - 2e du championnat des États-Unis de cyclo-cross cadettes
- 2006-2007
  - 2e du championnat des États-Unis de cyclo-cross cadettes
- 2007-2008
  - 3e du championnat des États-Unis de cyclo-cross juniors
- 2009-2010
  -  Championne des États-Unis de cyclo-cross espoirs
- 2011-2012
  - 2e du championnat des États-Unis de cyclo-cross
- 2012-2013
  - 10e du championnat du monde de cyclo-cross
- 2014-2015
  - 2e du championnat des États-Unis de cyclo-cross
- 2015-2016
  - Ellison Park CX Festival #1, Rochester
  - Trek CXC Cup #1, Waterloo
  -  Médaillée d'argent du championnat panaméricain de cyclo-cross
  - 3e du championnat des États-Unis de cyclo-cross
- 2016-2017
  - Ellison Park CX Festival #1, Rochester
  - Trek CXC Cup #2, Waterloo
  - 3e du championnat des États-Unis de cyclo-cross
  - 10e du championnat du monde de cyclo-cross
- 2017-2018
  - Rochester Cyclocross #2, Rochester
  - Jingle Cross #1, Iowa City
  - KMC Cross Fest, Thompsonville
  - Charm City Cross #1, Baltimore
  - Charm City Cross #2, Baltimore
  - Cincinnati Cross Devou Park, Covington
  -  Médaillée d'argent du championnat panaméricain de cyclo-cross
  - 2e de la Coupe du monde
  - 3e du championnat des États-Unis de cyclo-cross
  - 6e du championnat du monde de cyclo-cross
- 2018-2019
  - Coupe du monde de cyclo-cross #2, Iowa City
  - NBX Gran Prix of Cross #1, Warwick
  - NBX Gran Prix of Cross #2, Warwick
  -  Médaillée de bronze du championnat panaméricain de cyclo-cross
  - 7e du championnat du monde de cyclo-cross

## Palmarès sur route
- 2010
  - 2e du championnat des États-Unis sur route juniors
  - 8e du championnat du monde sur route juniors
- 2013
  -  Championne des États-Unis sur route espoirs
  -  Championne des États-Unis du contre-la-montre espoirs
- 2016
  - 3e étape de la Cascade Cycling Classic